# IBM
International Business Machines Corporation (IBM) er en multinational teknologi- og konsulentvirksomhed, der leverer IT-serviceydelser og sælger hardware- og softwareprodukter, der hovedsageligt er udviklet i IBM's forsknings- og udviklingslaboratorier. IBM's kunder spænder lige fra store selskaber til mindre og mellemstore virksomheder samt organisationer i både den offentlige og den private sektor. IBM har hovedkontor i Armonk, New York, USA, og IBM Danmark ApS har hovedkontor i Brøndby. 
Med over 434.246 ansatte og en omsætning på 104,5 milliarder dollar i 2012, er IBM et af de største og ældste it-firmaer i verden, kun NCR er ældre. IBM har udviklingsafdelinger over hele verden og 16 forskningscentre fordelt på seks kontinenter: Austin, Bangalore, Beijing, Delhi, Dublin, Massachusetts, Melbourne, Nairobi, Haifa, New York, Rio de Janeiro, San Jose, Sao Paulo, Tokyo og Zürich. 
I 2009 lancerede IBM Smarter Planet, som er IBM's vision om, hvordan integrerede teknologier kan forandre måden, verden fungerer på. Herunder de teknologier og processer, som indgår i udvikling, fremstilling, køb og salg af varer, levering af services, og flytning af alt lige fra mennesker og penge til olie, vand og elektroner. Siden 2009 har ”Smarter Planet” været omdrejningspunktet for IBM’s aktiviteter inden for såvel hardware og software som services og udvikling.
I 2011 deltog IBM’s supercomputer Watson i quizprogrammet Jeopardy på amerikansk TV, hvor den vandt over to regerende stormestre. Watsons evne til hurtigt og effektivt at strukturere data, finde mønstre og fortolke data er siden blevet udbredt til brancher som sundhedsvæsen - som fx i kampen mod cancer på Memorial-Sloan-Kettering Cancer Center og i finansverdenen.
Watsons forgænger var Deep Blue som i en serie legendariske kampe spillede skak med stormesteren Garri Kasparov.
På grund af størrelsen og det blå logo er firmaet også kendt som Big Blue (Store Blå).

## Historie
IBM's historie begyndte flere årtier før udviklingen af computeren – før den tid, produceredes hulkortmaskiner. Oprindeligt hed virksomheden Computing Tabulating Recording Corporation (CTR), der blev oprettet som aktieselskab den 16. juni 1911 i Binghamton, New York. Denne virksomhed var en fusion mellem Tabulating Machine Corporation, Computing Scale Corporation og International Time Recording Company. Direktøren for Tabulating Machine Corporation var på daværende tidspunkt Herman Hollerith. Thomas J. Watson Sr., der grundlagde IBM, blev direktør for CTR i 1914 og administrerende direktør i 1915. Den 14. februar 1924 ændrede CTR sit navn til International Business Machines Corporation (IBM). 
Virksomhederne, der fusionerede under CTR-navnet, fremstillede et bredt udvalg af produkter, blandt andre tidsstyringssystemer, vægte, automatiske kødskærere og vigtigst af alt for udviklingen af computeren, hulkortudstyr. Med tiden kom CTR til at fokusere udelukkende på hulkortudstyret og indstillede sine øvrige aktiviteter.
I årene efter 2. verdenskrig og specielt ved starten af den kolde krig valgte IBM at satse på udvikling af computere, en udvikling som Thomas J. Watson, Jr. gennemtrumfede trods modstand fra store dele af virksomheden. I juni 1950, kort efter udbruddet af Koreakrigen fik Watson, Jr. gennemført en undersøgelse af, hvordan IBM kunne bidrage til det nationale forsvar. Undersøgelsen, gennemført af James Birkenstock og Cuthbert C. Hurd anbefalede at IBM skulle bygge computere. Resultatet blev, at IBM 29. april 1952 annoncerede sin første kommercielle computer, IBM 701, beregnet på videnskabelig anvendelse.
I oktober 1952 fik IBM en henvendelse fra MIT's Lincoln Lab, som ønskede at IBM skulle fabrikere de computere, Lincoln Lab var ved at designe til det amerikanske luftforsvar. Store dele af IBM var imod projektet og ønskede at firmaet i stedet skulle satse på en forretning med store penge i: bedre hulkortudstyr. Men Thomas J. Watson, Jr. gennemtvang sin beslutning om at satse på computere, til dels ved at slå på patroistiske motiver – USA's forsvar i den kolde krig. IBM gik ind i samarbejdet på fuld kraft, og i februar 1954 skrev IBM kontrakt på levering af computere til Semi-Automated Ground Environment (kendt som SAGE), en kontrakt som indebar tidens største og mest avancerede computere, og som IBM fortsatte med at levere computere til i 10 år.
I samme periode fik Cuthbert C. Hurd med Watson, Jr.'s støtte gennemført udvikling af en "lillebror" til IBM 701, IBM 650, beregnet til anvendelse i erhvervslivet. Maskinen blev annonceret i december 1955, og der blev inden for de første år leveret 120 maskiner, og skrevet ordre på 750 mere. Maskinen blev kendt som "computerens Model T". IBM var blevet en computervirksomhed, og skulle komme til at dominere computerindustrien de næste 30 år.

## Forskellige fakta
Selvom IBM ikke opfandt den personlige computer, blev arkitekturer, som er klonet fra deres oprindelige 1981-design (der var afhængigt af tredjepartskomponenter), industristandarden. Microsoft og Intel blev monopol-leverandører af to af nøglekomponenterne i de kompatible systemer.
Den 19. januar 1993 offentliggjorde IBM et underskud på 4,97 milliarder dollar i 1992, hvilket på daværende tidspunkt var det største virksomhedsunderskud på et år i USA's historie.
IBM's logo blev designet af Paul Rand.
Louis V. Gerstner, Jr. var bestyrelsesformand og administrerende direktør for IBM fra 1. april 1993 indtil 29. januar 2002 hvor Samuel J. Palmisano blev valgt som administrerende direktør. Administrerende direktør for IBM i Danmark er Henrik Bodskov.
IBM-overtagelser i de senere år:
- Lotus Development Corporation i 1995 for 3,5 milliarder dollar.
- Tivoli Systems i 1995 for 750 millioner dollar.
- Sequent Computer Systems i 1999 for 810 millioner dollar.
- Informix Software (et køb af aktiver frem for en egentlig overtagelse) i 2001 for 1 milliard dollar.
- PricewaterhouseCoopers' Consulting i 2002 for 3,5 milliarder dollar (genberegnet af IBM i august 2003 som 3,9 milliarder dollar).
- Rational Software Corporation i 2003 for 2,1 milliarder dollar.
- Mærsk Data og DM Data i 2004 for et ukendt beløb

En analyse af IBM's medarbejdere verden over, udført af Geert Hofstede mellem 1967 og 1973, er blevet en af de mest anerkendte kulturteorier i verden.

## Fodnoter
1. ↑  Navnet er anført på engelsk og stammer fra Wikidata hvor navnet endnu ikke findes på dansk.
2. ↑  Navnet er anført på bokmål og stammer fra Wikidata hvor navnet endnu ikke findes på dansk.
3. ↑  "Research - Geert Hofstede". Arkiveret fra originalen 11. september 2013. Hentet 6. oktober 2013.